# Rio Crocodilo (Limpopo)
Rio Crocodilo (rio Crocodile) é um rio da África do Sul.